# برنده‌ها (فیلم)
برنده‌ها (انگلیسی: Winners) فیلمی به کارگردانی حسن ناظر و محصول ۲۰۲۲ بریتانیا است.

## داستان
تندیس جایزه اسکار اصغر فرهادی به طور تصادفی به اداره پست محلی گرمسار تحویل داده می‌شود، تصمیم نابجای یکی از کارکنان به واسطه گرفتن عکس با این تندیس باارزش، سرنوشت جدیدی را برای تندیس رقم می‌زند. این جایزه در اختیار یحیی پسربچه عاشق سینما و دوستش لیلا قرار می‌گیرد. یحیی ۹ ساله تصمیم می‌گیرد تا این مجسمه گرانبها را به اصغر فرهادی برساند. یحیی در جستجوی خود پی می‌برد که صاحب‌کارش ناصرخان (رضا ناجی)، یک بازیگر بین‌المللی است. این آغاز راهی است برای عملی کردن تصمیم یحیی، یعنی رساندن تندیس به صاحب اصلی‌اش.